# Daphne Jongejans
Daphne Cérès Jongejans (* 22. Juni 1965 in Amstelveen) ist eine ehemalige niederländische Wasserspringerin. Sie startete im Kunstspringen vom 1-m- und 3-m-Brett. Jongejans wurde vom 3-m-Brett erste niederländische Europameisterin und nahm an drei Olympischen Spielen teil.
Sie gewann gleich bei ihrer ersten großen Meisterschaft, der Europameisterschaft 1983 in Rom, die Bronzemedaille vom 3-m-Brett. Im folgenden Jahr nahm sie in Los Angeles erstmals an den Olympischen Spielen teil. Sie erreichte vom 3-m-Brett das Finale und wurde Zehnte. Bei der Weltmeisterschaft 1986 in Madrid erreichte sie Rang vier und damit ihr bestes Ergebnis bei einer Weltmeisterschaft. Ihren größten Erfolg feierte Jongejans bei der Europameisterschaft 1987 in Straßburg. Sie wurde vom 3-m-Brett die erste und bis heute einzige niederländische Europameisterin im Wasserspringen. Bei den Olympischen Spielen 1988 in Seoul erreichte sie vom 3-m-Brett erneut das Finale und wurde Achte. Nach den Olympischen Spielen 1992 in Barcelona, bei denen sie als 14. vom 3-m-Brett das Finale verpasste, beendete Jongejans ihre aktive Karriere.
Sie studierte von 1984 bis 1988 an der University of Miami und trainierte dort mit dem Sportteam der Universität, den Hurricanes. Sie gewann insgesamt acht Collegetitel und wurde im Jahr 2011 in die Hall of Fame der Universität aufgenommen. Heute lebt Jongejans in Atlanta und arbeitet als Unternehmensberaterin und Eventmanagerin.
Ihr Bruder Edwin Jongejans war ebenfalls ein erfolgreicher Wasserspringer und ist bis heute einziger niederländischer Weltmeister im Wasserspringen.